# Fast Infrared Exoplanet Spectroscopy Survey Explorer
Fast Infrared Exoplanet Spectroscopy Survey Explorer (FINESSE) è stata una proposta di missione della NASA per un osservatorio spaziale operante nello spettro del vicino infrarosso per il programma di classe media Explorer che avrebbe misurato gli spettri di luce di esopianeti in transito o eclissanti la loro stella madre al fine di caratterizzarne le atmosfere.
Il coordinatore del progetto (Principal Investigator, PI) era il fisico Mark Swain del Jet Propulsion Laboratory di Pasadena, in California.
FINESSE è stato uno dei tre mission concept di classe media MIDEX (Medium-Class Explorers) che hanno ricevuto uno stanziamento iniziale di 2 milioni di dollari per approfondirne gli studi di fattibilità, ad agosto 2017. Lo studio della missione è stato interrotto in seguito alla selezione da parte dell'Agenzia Spaziale Europea di un identico progetto concettuale, una missione di caratterizzazione delle atmosfere degli esopianeti, il telescopio spaziale ARIEL. Se fosse stato selezionato per lo sviluppo, FINESSE sarebbe stato lanciato nel 2023 e la missione sarebbe durata almeno due anni. Oltre a FINESSE vi erano altre due missioni concorrenti: Arcus, un osservatorio spaziale a raggi X, e SPHEREx, un osservatorio spaziale nel vicino infrarosso. A febbraio 2019 SPHEREx è stato scelto come missione prioritaria.

## Panoramica
FINESSE consisteva in un osservatorio spaziale che mediante analisi spettroscopica dei transiti avrebbe caratterizzato le atmosfere planetarie di oltre 500 pianeti al di fuori del sistema solare, da quelli di tipo terrestre con estese atmosfere sino ai giganti gassosi, con l'obiettivo di comprendere i processi che contribuiscono allo sviluppo della loro composizione atmosferica.
A marzo 2018, ARIEL fu selezionata dall'ESA come quarta missione di classe media del programma Cosmic Vision, per cui lo sviluppo progettuale di FINESSE fu interrotto; parte dei suoi obiettivi saranno ad ogni modo raggiunti dalla missione ARIEL programmata per il 2028.

### Obiettivi scientifici
- Determinare gli aspetti chiave del processo di formazione planetaria. FINESSE avrebbe misurato la metallicità e il rapporto carbonio / ossigeno.[3]
- Determinare i fattori chiave coinvolti nella climatologia planetaria. Le misurazioni di FINESSE avrebbero valutato gli spostamenti energetici planetari durante i passaggi tra fase diurna e notturna.[4]